# The Brain Machine
The Brain Machine (titulada: El cerebro mecánico o Desafío mental en España) es una película estadounidense de ciencia ficción y suspenso de 1972, dirigida por Joy N. Houck Jr., que a su vez la escribió junto a Thomas Hal Phillips y Christian Garrison, musicalizada por Jim Helms, en la fotografía estuvo Robert A. Weaver y los protagonistas son James Best, Barbara Burgess, Gil Peterson y Gerald McRaney, entre otros. El filme fue producido por Howco Productions Inc. y Power and Communications.

## Sinopsis
Un grupo de individuos se ofrecen voluntariamente para un experimento científico sobre lectura del pensamiento y la memoria, pero el experimento termina siendo un desastre.